# Adelophryne
Adelophryne – rodzaj płazów bezogonowych z podrodziny Phyzelaphryninae w rodzinie Eleutherodactylidae.

## Zasięg występowania
Rodzaj obejmuje gatunki występujące w północnej Ameryce Południowej na wschód od Andów (w przybliżeniu Wyżyna Gujańska), a także obszar przybrzeżny południowo-środkowej części stanu Bahia w Brazylii.

## Systematyka

### Etymologia
Adelophryne: gr. αδηλος adēlos „niewidzialny, niewidoczny”, od negatywnego przedrostka α- a-; δηλος dēlos „widzialny”; φρυνη phrunē, φρυνης phrunēs „ropucha”.

### Podział systematyczny
Do rodzaju należą następujące gatunki:
- Adelophryne adiastola Hoogmoed & Lescure, 1984
- Adelophryne amapaensis Taucce, Costa-Campos, Haddad & Carvalho, 2020
- Adelophryne baturitensis Hoogmoed, Borges & Cascon, 1994
- Adelophryne glandulata Lourenço de Moraes, Ferreira, Fouquet & Bastos, 2014
- Adelophryne gutturosa Hoogmoed & Lescure, 1984
- Adelophryne maranguapensis Hoogmoed, Borges & Cascon, 1994
- Adelophryne meridionalis Santana, Fonseca, Neves & Carvalho, 2012
- Adelophryne michelin Lourenço-de-Moraes, Dias, Mira-Mendes, Oliveira, Barth, Ruas, Vences, Solé & Bastos, 2018
- Adelophryne mucronata Lourenço-de-Moraes, Solé & Toledo, 2012
- Adelophryne nordestina Lourenço-de-Moraes, Lisboa, Drummond, Moura, Moura, Lyra, Guarnieri, Mott, Hoogmoed & Santana, 2021
- Adelophryne pachydactyla Hoogmoed, Borges & Cascon, 1994
- Adelophryne patamona MacCulloch, Lathrop, Kok, Minter, Khan & Barrio-Amoros, 2008